# Raffaele Cuscela
Raffaele Cuscela (Taranto, 9 giugno 1925 – Asti, 18 agosto 2018) è stato un allenatore di calcio e calciatore italiano, di ruolo terzino sinistro e mediano.

## Carriera
Iniziò a giocare a calcio nelle giovanili del Taranto, alternandosi nei ruoli di mediano e terzino; essendo ambidestro riusciva a schierarsi sia a destra che a sinistra, e ciò gli consentiva una notevole duttilità.
Dopo gli esordi in Serie C nelle formazioni tarantine della Pietro Resta nel 1942-43 e dell'Audace con cui disputò i tornei di guerra e la Serie C 1945-1946, nel 1946 passò in Serie B al Taranto che l'anno successivo lo cedette per necessità finanziarie al Torino, che a sua volta nel gennaio 1948 lo girò in prestito alla Lucchese.
Con i toscani debuttò in Serie A il 18 gennaio 1948 contro il Vicenza, e rimase titolare per due stagioni giocando principalmente come mediano sinistro; nel 1949 rientrò al Torino che stava iniziando a ricostruire la squadra appena scomparsa nella tragedia di Superga, e subito partecipò alla Coppa Latina 1949. Rimase con i granata per otto stagioni durante le quali fu anche capitano, intervallate solo da un anno in cui fu ceduto in prestito al Legnano nel campionato di Serie A 1951-1952.
Il 20 maggio 1949 esordì con la Nazionale italiana B contro la Turchia ad Atene, disputando con i Cadetti azzurri 3 partite nel Torneo dell'Amicizia.
Ha totalizzato nella massima serie 204 presenze in undici campionati disputati con le maglie di Lucchese, Torino e Legnano.
Terminata la carriera da calciatore nel 1958, allenò in seguito numerose formazioni, quasi tutte piemontesi.
Il 18 agosto 2018 è morto ad Asti.

## Palmarès

### Allenatore

#### Competizioni nazionali
- Serie D: 2

MaCoBi Asti: 1967-1968 (girone A)
Pro Vercelli: 1970-1971